# Frederiksbergs kommun
Frederiksbergs kommun är den till arealen minsta och mest tätbefolkade av Danmarks kommuner. Den är helt omsluten av Köpenhamns kommun och ingår i Region Hovedstaden. Den utgör stadsdelen Frederiksberg i tätorten Köpenhamn.

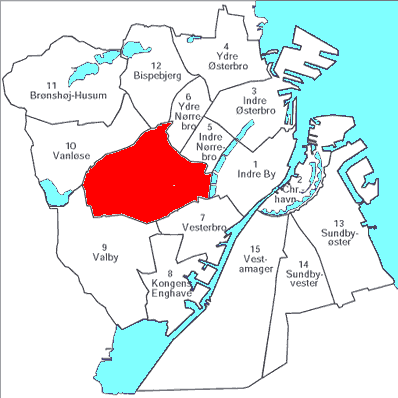
Frederiksbergs kommun (rött) är en enklav inom Köpenhamns kommun.

## Socknar
| 1. Mariendals socken 2. Godthaabs socken 3. Sankt Lukas socken 4. Sankt Thomas socken 5. Flintholms socken 6. Lindevangs socken 7. Solbjergs socken 8. Sankt Markus socken 9. Frederiksbergs socken |

## Administrativ historik
1857 blev Frederiksbergs socken en egen kommun i Köpenhamns amt. Kommunen fick snart köpingsrättigheter (da. handelsplads)  och därmed borgmästare och kommunfullmäktige. År 1900 blev kommunen ett eget amt. Vid den danska kommunreformen 2007 förblev kommunen oförändrad men upphörde att vara amt och ingår numera i Region Hovedstaden.

## Geografi
Frederiksbergs kommun är helt omsluten av Köpenhamns kommun, och ligger ett par kilometer väster om Köpenhamns centrum.

## Politik
Efter valet den 20 november 2001 bestod kommunfullmäktige (da. kommunalbestyrelsen) av 12 ledamöter från Konservative Folkeparti, 6 från Socialdemokraterne, 2 från Venstre, 2 från Socialistisk Folkeparti, 1 från Dansk Folkeparti, 1 från Radikale Venstre och 1 från Enhedslisten.

## Vänorter
Frederiksbergs vänorter är
- Uppsala, Sverige.
- Tartu, Estland
- Tavastehus, Finland
- Hafnarfjörður, Island
- Bærum, Norge

## Statistisk källa
- Statistikbanken.dk

Den här artikeln är helt eller delvis baserad på material från danskspråkiga Wikipedia, Frederiksberg Kommune, 22 mars 2009.